# Marcel Sutter
Marcel Sutter (* 3. Januar 1919 in Mülhausen im Elsass; † 5. November 1943 in Halle (Saale)) war ein Zeuge Jehovas, der unter der nationalsozialistischen Diktatur in Deutschland im Zweiten Weltkrieg als Kriegsdienstverweigerer hingerichtet wurde.

## Werdegang
Marcel Sutter wurde am 3. Januar 1919 im elsässischen Mühlhausen als Sohn eines Eisenbahnbeamten geboren. Der Vater diente im Ersten Weltkrieg in der deutschen Armee.
Marcel besuchte die Volksschule, wurde Radiotechniker und Betriebselektriker und begann ein Studium der Elektrotechnik, das er bei Ausbruch des Krieges abbrach. Er wurde in die französische Armee eingezogen, jedoch wieder demobilisiert, als das Elsass 1940 vom Deutschen Reich annektiert wurde.
Währenddessen begannen seine Mutter und seine Schwester die Zusammenkünfte der Zeugen Jehovas zu besuchen. Er begann ebenfalls ein Studium der Bibel und ließ sich schließlich 1941 als Zeuge Jehovas taufen. Schon bald nach seiner Taufe übernahm er organisatorische Aufgaben in der Gemeinde (Versammlung) Mülhausen der Glaubensgemeinschaft, die mittlerweile im Untergrund agierte.

## Kriegsdienstverweigerung
Nach der Rechtsauffassung der Nationalsozialisten galt Sutter als Deutscher. Als solcher erhielt er Anfang 1942 die Einberufung zum Dienst in der Wehrmacht. Nachdem er die Einberufungsfrist hatte verstreichen lassen, wurde er Ende Februar 1943 inhaftiert und zunächst in das Sicherungslager Schirmeck-Vorbruck verbracht.
Am 29. März wurde er dem Grenadier-Ersatz und Ausbildungsbataillon 342 in Neuhaus/Böhmen zugeteilt, wo er nach einem kurzen Lazarettaufenthalt schließlich am 4. Juni 1943 seine Kriegsdienstverweigerung bekräftigte.
Die Verhandlung seines Falles fand am 8. Oktober 1943 vor dem Reichskriegsgericht in Torgau unter Vorsitz von Dr. Schmauser statt. Erwartungsgemäß erging das Todesurteil wegen „Zersetzung der Wehrkraft“.
Marcel Sutter wurde am 5. November 1943 im Zuchthaus „Roter Ochse“ in Halle an der Saale enthauptet.